# Mahir Emreli
Mahir Mahir oğlu Emreli (voorheen Mahir Anar oğlu Mədətov) (1 juli 1997, Bakoe, Azerbeidzjan) is een Azerbeidzjaanse voetballer die doorgaans als aanvaller speelt. In 2017 debuteerde hij voor het Azerbeidzjaans voetbalelftal.

## Clubcarrière
Emreli maakte zijn professionele debuut in de Azerbeidzjan Premyer Liqası voor FK Bakoe op 27 september 2014 in een wedstrijd tegen Araz-Naxçıvan. In de zomer van 2015 tekende hij een driejarig contract met FK Qarabağ. Hij scoorde in zijn debuut tegen Şüvəlan. 
In de zomer van 2021 maakte hij een transfer naar het Poolse Legia Warschau. In december 2021 werd Emreli slachtoffer van een hooligan aanval op de spelersbus na de Ekstraklasa-wedstrijd tegen Wisła Płock. Hierna besloot Emreli niet meer te spelen voor zijn club. Op 2 februari 2022 werd zijn contract met wederzijds goedvinden ontbonden.
Enkele uren na het vertrek bij Legia Warschauw tekende Emreli bij de Kroatische grootmacht Dinamo Zagreb. Op 14 februari tekende hij een huurcontract met het Turkse Konyaspor tot het einde van het seizoen.

## Interlandcarrière
Na de jeugdelftallen van Azerbeidzjan te hebben doorlopen, maakte hij op 9 maart 2017 zijn interlanddebuut in een vriendschappelijke wedstrijd tegen Qatar. Hij scoorde zijn eerste doelpunt op 29 mei 2018 in een vriendschappelijke wedstrijd tegen Kirgizië.

## Privé
In mei 2019 veranderde hij zijn achternaam van Mədətov naar Emreli, de achternaam van zijn moeder vanwege zijn afkeur tegenover zijn vaders nieuwe huwelijk.
1 Krahl ·
2 Tomiak ·
3 Kleinhansl ·
6 Touré ·
7 Ritter ·
8 Zimmer ·
9 Ache ·
10 Klement ·!
11 Redondo ·
13 Wekesser ·
17 Opoku ·
18 Mause ·
19 Hanslik ·
20 Raschl ·!
21 Zuck ·
22 Haas ·
23 Aremu ·
24 Heuer ·
25 Simoni ·!
26 Kaloc ·
27 Ronstadt ·
28 Heck ·
30 Spahic ·
31 Sirch ·
32 Gyamerah ·
33  Elvedi ·
34 Shawn Blum ·
37 Robinson ·
40 Abiama ·
41 Yokota ·
42 Ranos ·
48 Alidou ·
Coach: Anfang